# Hannibals krydsning af Alperne
Hannibals krydsning af Alperne i 218 f.Kr. var en af de mest bemærkelsesværdige begivenheder under den Anden Puniske Krig og en af de mest berømte bedrifter af en militær styrke i antikken.
Hannibal førte sin karthaginske hær fra Hispania over Alperne og ind i Italien for at føre krigen direkte til den Romerske Republik. Han ledte sin hær udenom de romerske landgarnisoner og den romersk flådedominans. Krydsningen gjorde det muligt for Hannibal at føre krigen ind i Italiens hjerte og resulterede i en række store sejre mod romerne. Hannibal forblev i Italien i ca. 15 år efter sin krydsning af Alperne, indtil han i 203 f.Kr. blev tilbagekaldt til Karthago for at møde den invaderende romerske hær under ledelse af Scipio Africanus.   
De to primærkilder til begivenheden er Polybios og Livius, som blev født henholdsvis ca. 20 år og ca. 160 år efter begivenheden fandt sted. Alperne var ikke veldokumenteret på dette tidspunkt, og ingen arkæologiske beviser på hændelse er tilgængelige. Derfor afhænger alle moderne teorier af en fortolkning af de tre stednavne, der bruges af Polybios (øen, Skaras og Allobroges), samt Livius' bredere udvalg af stamme- og stednavne. Disse navne sammenlignes med moderne geografisk viden.

## Baggrund
Efter det endelige karthagiske flådenederlag ved Ægaterne overgav karthagerne sig i den Første Puniske Krig. Hamilkar Barkas (Barkas betyder lyn), som var et ledende medlem af det patriotiske Barkas-familie i Karthago og en general under den Første Puniske Krig, søgte at afbøde de tab, som Karthago havde lidt i Sicilien til romerne. Ud over dette var karthagerne – og Hamilkar personligt – bitter over tabet af Sardinien.
Efter karthagernes nederlag i forbindelse med den Første Puniske Krig, pålagde romerne nogle fredsbetingelser, der var designet til at reducere Karthago til en tribut-betalende by til Rom og samtidig fratage dem deres flåde. Selvom betingelserne i den endelige fredstraktat (såkaldte Lutatius-traktat) var hårde, fratog romerne ikke Karthago dens hær. Karthago var den mest velstående maritime handelsby på sin tid, og den tribut, som romerne pålagde, blev let betalt årligt, mens Karthago samtidig blev generet af karthagiske lejesoldater, der gjorde oprør (den såkaldte Lejesoldatskrig).
Barkas-familien var interesseret i at erobre Iberia, et land, hvis naturressourcer ville indbringe de nødvendige indtægter og erstatte de ressourcer fra Sicilien, der efter afslutningen af den Første Puniske Krig var blevet tabt. Det var samtidig ambitionen for Barkas-familien, at etablere den Iberiske Halvø som en operationsbase for at føre en hævnkrig mod den romerske militæralliance. Disse to faktorer gik hånd i hånd, og trods modstand (fra konservative kræfter i Karthago) mod hans ekspedition, drog Hamilkar ud i 238 f.Kr. for at begynde sin erobring af den Iberiske Halvø med disse mål for øje. Ved at marchere vestpå fra Karthago mod Herkules' Søjler, hvor hans hær krydsede strædet og fortsatte med at undertvinge halvøen, erobrede Hamilkar i løbet af ni år den sydøstlige del af halvøen. Hans administration af de nyligt erobrede provinser fik Cato den Ældre til efterfølgende at bemærke, at "der ikke var nogen konge lige Hamilkar Barkas".
I 228 f.Kr. blev Hamilkar dræbt – hvilket blevet overværet af hans søn Hannibal – i forbindelse med en kampagne mod de keltiske indfødte på halvøen. Den kommanderende flådeofficer, der var Hamilkars svigersøn – Hasdrubal "Den Smukke" – blev efterfølgende den øverstkommanderende af officererne i den karthagiske iberiske hær. Der var en række græske kolonier langs den østlige kyst af den Iberiske Halvø, hvoraf den mest bemærkelsesværdige var handelsmetropolen Saguntum. Disse kolonier udtrykte bekymring over konsolideringen af karthagisk magt på halvøen, som Hasdrubals dygtige militære lederskab og diplomatiske færdigheder havde sikret. Saguntum vendte sig til Rom for at få beskyttelse. Rom sendte efterfølgende en garnison til byen og en diplomatisk mission til Hasdrubals lejr i Cartagena, og informerede ham om, at Iberus-floden (den moderne Ebro) dannede grænsen for den karthagiske fremmarch i Iberia. Færdiggørelsen af traktaten og den diplomatiske mission blev sendt til Hasdrubals lejr i 226 f.Kr.
I 221 f.Kr. blev Hasdrubal dræbt af en morder. Det samme år udtrykte officererne i den karthagiske hær i Iberia støtte til Hamilkars nu 26-årige søn, Hannibal. De valgt ham således som øverstkommanderende for hæren. Efter at have overtaget kommandoen (retrospektivt godkendt af det karthagiske Senat) over den hær, som hans far ligeledes havde ledet, erklærede Hannibal, at han ville afslutte sit fars projekt om at erobre den Iberiske Halvø. Dette havde været det første mål i hans fars plan om at føre en krig mod Rom i Italien og besejre dem der.
Hannibal brugte de første to år af sin kommando på at forsøge at fuldføre sin fars ambition, samtidig med at han nedkæmpede flere potentielle oprør, der delvist skyldtes Hasdrubals død, hvilket truede de allerede erobrede karthagiske besiddelser. Han angreb stammen kendt som olcaderne og erobrede deres hovedstad Althaea. Nabostammerne blev overraskede over volden og grådigheden i dette angreb, hvilket resulterede i, at de underkastede sig karthagerne. Hannibal modtog efterfølgende tribut fra alle disse nyligt underkastede stammer og marcherede sin hær tilbage til Cartagena, hvor han belønnede sine tropper med gaver og lovede flere gaver i fremtiden. I løbet af de næste to år underlagde Hannibal hele Iberia syd for Ebro, undtagen byen Saguntum, som – under Roms beskyttelse – lå uden for hans umiddelbare planer. Catalonien og Saguntum var nu de eneste områder på halvøen, som ikke var i Hannibals besiddelse.

## Romersk ekspansion i det Cisalpine Gallien
Hannibal var velinformeret om romersk politik og indså, at dette var et gunstigt tidspunkt at angribe. Han havde galliske spioner i hvert hjørne af den Romerske Republik – selv i de inderste kredse af Senatet. Romerne havde brugt årene siden afslutningen af den Første Puniske Krig (264–241 f.Kr.) på at stramme deres greb om den italienske halvø ved at indtage vigtige geografiske positioner. Desforuden havde Rom udvidet deres indflydelse på Sicilien, Korsika og Sardinien.
Derudover havde romerne været i krig med padanerne i mere end et århundrede. Boierne havde indledt en krig mod romerne i 238 f.Kr., hvilket var en krig der varede indtil 236 f.Kr. I 225 f.Kr. gik de indfødte i Norditalien til angreb, idet Rom – igen – aggressivt havde forsøgt at kolonisere deres territorium. Men de blev besejret. Romerne var fast besluttede på at drive deres grænser helt op til Alperne. I 224 f.Kr. underkastede boierne sig romersk hegemoni, og året efter underkastede anarerne sig også romerne.
I 223 f.Kr. kæmpede romerne endnu et slag mod gallerne, denne gang mod insubrerne. Romerne led til at begynde med betydelige tab mod insubrerne, mens de forsøgte at krydse et vadested nær sammenløbet mellem Po og Adda. Efter at have slået lejr i dette område i nogle dage uden at foretage nogen afgørende handling, besluttede den romerske konsul på stedet at forhandle en aftale med insubrerne. I henhold til betingelserne i denne nyetablerede våbenhvile ville romerne marchere – med fuld ære – ud i deres allieredes (cenomanernes) territorium. Men da romerne var i sikkerhed inden for cenomanernes territorium, marcherede romerne igen deres hær ind i insubrernes territorium og sejrede.
I 222 f.Kr. sendte kelterne en delegation til Senatet i Rom og tryglede dem om fred. Da de romerske konsuler Marcus Claudius og Gnæus Cornelius så en mulighed for en triumf for sig selv, afviste de hårdt delegationen, og gallerne forberedte sig på krig mod romerne. De hyrede 30.000 lejesoldater fra områder uden for Alperne og afventede romernes ankomst. Da kampagnen begyndte, blev konsullegionerne igen marcheret ind i insubrernes territorium. Der udspillede sig en voldsom kamp nær Mediolanum, som resulterede i, at lederne af det galliske oprør overgav sig til romerne. Med denne sejr blev padanerne underlagt romerne og alle oprør blev nedkæmpet.

## Forberedelser
Hannibal – der var bekendt med situationen i det Cisalpine Gallien – sendte en række delegationer til de galliske stammer i Po-dalen. I 220 f.Kr. var han begyndt at kommunikere tæt med padanerne – som de blev kaldt, fordi Po i denne tidsperiode blev kaldt "Padus" af romerne – og disse bragte penge, mad og vejledninger til karthagerne.
Denne mission havde det specifikke formål at etablere et sikkert sted for Hannibal til at trænge ud af Alperne ind i Po-dalen. Hannibal vidste ikke meget om Alperne, men han vidste nok til at vide, at det ville blive en vanskelig march. Han havde nogle spejdere, der gav ham rapporter om denne bjergkæde, og han modtog rapporter om de vanskeligheder, der skulle forventes derfra. Han ønskede ikke at krydse denne barske bjergkæde og komme ned i Po-dalen med udmattede tropper, hvorefter han så skulle udkæmpe en kamp.   
Hannibal vidste nok om Alperne til at vide, at nedstigningen var stejler end opstigningen til Alperne. Dette var en af grundene til, at han ønskede at have allierede, hvis territorium han kunne marchere ind i.

Romerne havde behandlet de gallere – som de nyligt havde underlagt sig – dårligt ved at fordele deres jord til romerske kolonister og ved at træffe andre skruppelløse foranstaltninger for at sikre deres egen sikkerhed mod de nyligt erobrede stammer. Insubrerne – hvis stammeterritorium grænsede direkte op til Alperne – og boierne længere nede ad Po, var særligt glade for Hannibals foreslåede invasion. Derudover var en stor del af den Iberiske Halvø befolket af beslægtede galliske stammer, og disse samme gallere tjente i Hannibals hær. Det ville faktisk være let at etablere tætte forbindelser med disse utilfredse stammer, især når han først havde trængt ud af Alperne og befandt sig blandt dem, og insubrerne, boierne og andre stammer dermed kunne se og tale med Hannibals hær. Polybios havde følgende at sige om Hannibals planer:
Udførte sit forehavende med fuldkommen dømmekraft; for han havde nøjagtigt fastslået den fremragende karakter af det land, han skulle ankomme til, og indbyggernes fjendtlige indstilling over for romerne; og han havde som guider og vejledere gennem de vanskelige pas, der lå på vejen for indfødte i landet, mænd, der skulle dele de samme håb med ham.

## Belejringen af Saguntum
Efter at disse forberedelser var afsluttet, forsøgte Hannibal at lokke saguntinerne til at angribe ham, hvilket dermed indirekte ville starte en krig med Rom (som følge af Saguntums alliance med Rom). Han ønskede ikke selv at bryde freden, og tyrede til en række lister for at lokke saguntinerne til at angribe. Saguntinerne gjorde dog intet andet end at sende en diplomatisk mission til romerne for at klage over karthaginernes krigslignende adfærd. Senatet sendte en kommission til Iberia for at forsøge at løse problemet diplomatisk.
Hannibal hånede åbent det romerske tilbud i håb om, at det ville drive kommissionen til at erklære krig. Kommissionen lod sig ikke narre og vidste, at krigen lå i luften. Kommissionen bevarede freden, men bragte nyheden til Rom om, at Hannibal var forberedt og snart ville slå til. Senatet iværksatte en række foranstaltninger for at frigøre sine hænder til den kommende konflikt med karthagerne. Et illyrisk oprør blev slået ned, og romerne fremskyndede opførelsen af en række fæstninger i det Cisalpine Gallien. Demetrius af Pharos havde opgivet sin tidligere alliance med Rom og angreb nu illyriske byer, der var blevet inkorporeret i den romerske stat.
Hannibal kunne ikke opnå de mål, som han havde håbet. Til sidst sendte han bud til Karthago, hvor fredspartiet – hans politiske fjender – havde magten. Her fortalte han, at saguntinerne aggressivt havde angreb en af de stammer, som de havde underlagt – torboleterne – og han derfor havde belejret Saguntum, uden at afvente svar fra Karthago. Der blev derefter udvekslet mange ord i det karthagiske senat, heriblandt om at Hannibal skulle overgives til romerne, og man skulle tage afstand fra hans handlinger. Men folkemængden i Karthago støttede konflikten så meget, at det ikke var muligt at beordre krigen afsluttet.
Belejringen af Saguntum varede i otte måneder, og det mest bemærkelsesværdige var, at romerne ikke sendte nogen hjælp til saguntinerne – det til trods for at dette var en af betingelserne for Roms alliance med Saguntum. Romerne lod sig i stedet blive optaget af en krig med illyrierne, og behandlede ikke den karthagiske trussel fra Iberia som noget særligt.
Efter belejringen solgte Hannibal alle indbyggerne som slaver og fordelte provenuet fra disse salg til sine soldater. Desuden blev alt bytte fra plyndringen af byen ført tilbage til Karthago og uddelt til befolkningen for at samle deres støtte til hans sag. Resten af byens skatte blev lagt i hans krigskasse til hans planlagte ekspedition.

## March gennem Pyrenæerne
Hannibal havde tilbragt vinteren efter belejringen af Saguntum i Cartagena (i dag i Spanien), hvor han afskedigede sine tropper, så de i stedet kunne tilbringe deres tid i deres egen hjemegn. Han gjorde dette med håbet om at dyrke den bedst mulige moral i sin hær til den kommende kampagne, som han vidste ville blive vanskelig. Han efterlod sin bror, Hasdrubal, med ansvaret for administrationen af det karthaginsk Iberia, såvel som dets forsvar mod romerne. Derudover flyttede han de indfødte tropper fra Iberia til Afrika, og de indfødte tropper i Afrika til Iberia. Dette blev gjort for at minimere desertering og sikre troppernes loyalitet, mens han selv havde travlt med ødelæggelsen af Rom. Han efterlod også sin bror en række skibe.
Hannibal forudså problemer, hvis han efterlod Catalonien som et brohoved for romerne. De havde en række allierede i dette land, og han kunne ikke tillade romerne et sted at lande. Da han regnede med, at mange tropper ville tilslutte sig hans sag, i takt med han fulgte landruten til Italien (som han var ved at bevæge sig ud på), måtte han indtage og erobre dette land. Han havde ikke til hensigt at overlade Iberia til sin skæbne, når han først var i Italien. Hannibal valgte at indtage regionen i en hurtig kampagne og til det formål delte han sin hær i tre kolonner for at undertvinge hele regionen samtidig.
Efter at have modtaget information om ruten fra sine spejdere og beskeder fra de keltiske stammer, der boede omkring Alperne, drog Hannibal ud med 90.000 tungt infanteri bestående af forskellige afrikanske og iberiske krigere og 12.000 kavaleri. Fra Ebro til Pyrenæerne konfronterede karthagerne fire stammer: illergetter, bargusier, aeronosier og andosiner. Der var en række byer på vejen, som Hannibal indtog, hvilket Polybios ikke specificerer. Denne kampagne blev gennemført med hast for at bruge så lidt tid som muligt på at underkaste denne region. Polybios beretter om alvorlige tab på Hannibals side. Efter at have underkastet dette område, efterlod han sin general Hanno med kommandoen over det – specifikt over bargusierne, som han havde grund til at have mistro til på grund af deres tilknytning til romerne. Han efterlod sin bror med kontrol over dette land med 10.000 infanteri og 1.000 kavaleri.
På dette tidlige tidspunkt i kampagnen valgte han at sende yderligere 10.000 infanteri og 1.000 kavaleri hjem. Dette blev gjort for at tjene to formål. Han ønskede dels at efterlade en styrke af mænd, der ville have positive følelser over for Hannibal selv. Derudover ønskede han, at resten af iberierne (både i hans hær og udenfor) skulle tro, at chancerne for succes i ekspeditionen var gode (derfor behøvede han ikke så mange mænd), hvilket ville gøre det mere tilbøjelige for forstærkninger at tilslutte sig hans ekspedition på et senere tidspunkt. Den resterende styrke bestod af 50.000 infanteri og 9.000 kavaleri.
Hovedkolonnen var højrekolonnen, og med den var skattekisten, kavaleri, bagage, alle andre krigsfornødenheder og Hannibal selv. Dette var den kritiske kolonne, og det var ingen tilfældighed, at Hannibal var med den. Så længe Hannibal ikke havde skibe til at holde sig orienteret om romernes nøjagtige bevægelser, ønskede han at være til stede personligt, hvis romerne skulle foretage en landgang i et forsøg på at angribe hans hær under dens opstigning eller nedstigning gennem Pyrenæerne. Denne kolonne krydsede Ebro ved byen Edeba og fortsatte direkte langs kysten gennem Tarraco, Barcino, Gerunda, Emporiae og Illiberis. Hver af disse oppida blev indtaget.
Den anden, eller centrale, kolonne krydsede Ebro ved oppidum Mora, og derfra er oplysningerne ret sparsomme. De fortsatte gennem en række dale i dette land og havde ordre til at underkaste alle stammer, der modsatte sig dens fremmarch. Den anden kolonne blev genforenet med hovedkolonnen, da den havde gennemført sin opgave.
Den tredje, eller venstre, kolonne krydsede Ebro, hvor den møder Sicoris-floden, og fortsatte langs floddalen og ind i bjerglandene. Den udførte den samme opgave som den anden og den første kolonne. Da han planlagde hver af disse marcher, sørgede Hannibal for, at Rubrucatus-floden lå på tværs af hver af kolonnernes veje, så hvis nogen af kolonnerne skulle blive placeret i en ufordelagtig situation, kunne de andre kolonner marchere op og ned ad floden til deres støtte.
Kampagnen blev gennemført i løbet af to måneder og var utroligt omkostningsfuld. I løbet af den to måneder lange kampagne mistede Hannibal 13.000 mænd.